# Gymnázium Přípotoční
Gymnázium Přípotoční je střední škola v Praze 10-Vršovicích umístěná v lokalitě s dobrým dopravním spojením. Středně velké gymnázium má 16 tříd, ve kterých studuje 420 studentů.

## Historie
Gymnázium bylo založeno roku 1908 jako „Státní reálné gymnasium“ se sídlem v Kodaňské ulici. Roku 1961 se přestěhovalo do nové budovy v ulici Přípotoční.
Oficiální název Gymnázium je používán od 1. dubna 2006.

## Budova
Kromě laboratoří na biologii, fyziku a chemii jsou k dispozici učebny informatiky, výpočetní techniky, učebny cizích jazyků a odborné učebny hudební a výtvarné. Pro sportovní část má gymnázium posilovnu, hřiště s umělým povrchem a tělocvičny. Ve škole je studovna a knihovna.

## Zaměření
Škola nabízí dvě profilace:
Všeobecné vzdělání
Od 2. ročníku studenti mohou volit mezi zaměřením humanitním, ve kterém jsou posíleny předměty Český jazyk, Dějepis a Základy společenských věd, a zaměřením přírodovědným s posílením předmětů Biologie, Fyzika a Matematika.
Sportovní příprava
V profilaci jsou skloubeny sportovní příprava se středoškolským vzděláním. Kmenovými sporty jsou atletika, basketbal, plavání, triatlon a volejbal. Sportovní přípravě ve třídě je přizpůsoben denní režim školy a je jí věnováno 16-17 hodin týdně. Odborné znalosti jsou získávány v předmětu „Teorie sportovní přípravy“, volitelném od 3. ročníku. Úspěšný absolvent získává kromě maturitního vysvědčení také III.trenérskou třídu dle příslušného profilového sportu. Škola spolupracuje se sportovními kluby příslušných školních kmenových sportů.

## Absolventi
Mezi absolventy gymnázia patří například:
- 1954 – Zdeněk Svěrák (v Kodaňské)
- 1956 – Petr Nárožný (v Kodaňské)
- 1965 – Marina Freudenberg (roz. Blumová)
- 1968 – Jiří Lábus
- 1970 – Jiří Běhounek
- 1974 – Jan Bártů
- 1976 – Martin Fendrych
- 1978 – Petr Mašek
- 1978 – Radek Rejšek
- 1979 – Jiří Komorous
- 1982 – Barbora Tachecí
- 1983 – Petr Bříza
- 1983 – Jan Svěrák
- 1985 – Michal Dvořák
- 1985 – Stanislav Přibyl
- 1986 – Štěpánka Hilgertová
- 1986 – Pavel Horňák
- 1987 – Olga Šípková
- 1988 – Daniel Hůlka
- 1989 – Kateřina Elhotová
- 1991 – Jan Boris Uhlíř
- 1994 – Marek Epstein
- 1994 – Vendula Krejčová
- 1996 – Ilona Hlaváčková
- 1998 – Michaela Maurerová
- 1998 – Rostislav Novák
- 1999 – Barbora Špotáková
- 2004 – David Svoboda
- 2005 – Tomáš Verner
- 2006 – Aneta Havlíčková
- 2007 – Kristýna Kolocová
- 2007 – Markéta Sluková
- 2008 – Filip Dvořák
- 2011 – Tomáš Satoranský